# 자바 퍼시스턴스
자바 퍼시스턴스(Java Persistence, 이전 이름: 자바 퍼시스턴스 API/Java Persistence API) 또는 자바 지속성 API(Java Persistence API, JPA)는 자바 플랫폼 SE와 자바 플랫폼 EE를 사용하는 응용프로그램에서 관계형 데이터베이스의 관리를 표현하는 자바 API이다.
기존에 EJB에서 제공되던 엔터티 빈(Entity Bean)을 대체하는 기술이다. 자바 퍼시스턴스 API는 JSR 220에서 정의된 EJB 3.0 스펙의 일부로 정의가 되어 있지만 EJB 컨테이너에 의존하지 않으며 EJB, 웹 모듈 및 Java SE 클라이언트에서 모두 사용이 가능하다. 또한, 사용자가 원하는 퍼시스턴스 프로바이더 구현체를 선택해서 사용할 수 있다.
JPA 2.1을 위한 참조 구현은 EclipseLink이다.

## 구성요소
자바 퍼시스턴스 API는 아래의 세 가지 영역으로 구성된다.
- javax.persistance 패키지로 정의 된 API 그 자체
- 자바 퍼시스턴스 쿼리 언어 (JPQL)
- 객체/관계 메타데이터

## 버전의 역사
JPA 1.0 사양은 2006년 5월 11일, 자바 커뮤니티 프로세스 JSR220에서 최종 배포되었다. JPA 2.0 사양은 2009년 12월 10일에 배포되었다. JPA2.1은 2013년 4월 22일에 배포 되었다.
| JPA 버전 | 발표 | 자바 플랫폼 | 중요한 변화 |
| -------- | ---- | ----------- | ----------- |
| JPA 2.1  | 2013 |             |             |
| JPA 2.0  | 2009 | Java EE 6   |             |
| JPA 1.0  | 2006 | Java EE 5   |             |

## 엔티티
퍼시스턴스 엔티티는 관계형 데이터베이스의 테이블로 지속되는 경량 자바 클래스이다. 이러한 엔티티는 테이블에서 개개의 행에 해당한다. 엔티티는 일반적으로 다른 엔티티들과 관계가 있으며 이러한 관계는 객체/관계형 메타 데이터를 통해 표현된다. 객체/관계형 메타데이터는 어노테이션을 사용하여 엔티티 클래스 파일에 직접 명시하거나 응용프로그램과 함께 배포되는 별도의 XML 설명자 파일에서 지정할 수 있다.

## JPQL
자바 퍼시스턴스 쿼리 언어(Java Persistence Query Language, JPQL)는 관계형 데이터베이스에 저장된 엔티티에 대한 쿼리들을 작성한다. 쿼리들은 구문에서 SQL 쿼리와 유사하지만, 데이터베이스 테이블에 직접적으로 처리하지 않고 엔티티 개체에 대하여 처리된다.

## 관련 기술

### 엔터프라이즈 자바빈즈
EJB 3.0 사양( Java EE 5 플랫폼)은 자바 퍼지스턴스 API의 정의를 포함하고 있다. 하지만 최종 사용자는 이 JPA를 사용하는 응용프로그램을 구동하기 위해 EJB 컨테이너 또는 자바 EE 응용프로그램 서버를 필요로 하지 않는다. 자바 퍼시스턴스 API의 향후 버전에서는 EJB JSR/사양에서 JSR과 사양을 구분하여 정의될 것이다.

### 자바 데이터 오브젝트 API
자바 퍼시스턴스 API는 자바 데이터 오브젝트 API와 EJB 2.0 컨테이너 관리 퍼시스턴스(Contatiner Managed Persistenc, CMP) API를 통합하기 위한 일부로서 개발되었다.

### 서비스 데이터 오브젝트 API
JPA의 설계자는 하이버네이트(Hibernate) 및 탑링크(TopLink)와 같은 객체-관계형 매핑 도구가져온 많은 주요 영역과 함께 관계형 퍼시스턴스의 제공을 목표로 한다.

### 하이버네이트
하이버네이트(Hibernate)는 자바를 위한 오픈소스 객체-관계 매핑 프레임워크를 제공한다. 버전 3.2와 그 이후 버전에서는 JPA를 위한 구현을 제공한다.

## JPA 2.0
JPA 2.0 새 버전의 개발은 2007년 자바 커뮤니티 프로세스에서 JSR317 로써 시작되었다. JPA 2.0의 최종 버전은 2009년 12월 10일에 승인 되었다.
포함된 주요 기능:
- 확장된 객체-관계형 매핑 기능
  - ORM과 다대일 관계로 연결된 내장 객체들의 콜랙션 지원
  - 리스트 정렬
  - 접근 유형 조합
- Criteria 쿼리 API
- SQL 힌트의 표준화
- DDL 생성 지원을 위한 추가적인 메타데이터 표준화
- 유효성검증 지원
- 공유 객체 캐시 지원

JPA 2.0을 지원하는 벤더들:
- Batoo JPA
- DataNucleus (구, JPOX)
- EclipseLink (구, Oracle TopLink)
- IBM, WebSphere WAS
- JBoss(Hibernate)
- Kundera
- ObjectDB
- OpenJPA
- OrientDB
- Versant Corporation JPA

## JPA 2.1
JPA 2.1 새 버전의 개발은 2011년 7월, 자바 커뮤니티 프로세스에서 JSR338로써 시작되었다. JPA 2.1의 최종 버전은 2013년 5월 22일에 승인되었다.
포함된 주요 기능:
- 변환기 - 데이터베이스와 객체 유형간의 사용자정의 코드 변환기를 허용됨
- Criteria 갱신/삭제 - Criteria API를 통해 대용량 갱신 과 삭제가 허용됨
- 엔티티 그래프 - 객체의 부분적 또는 선택적 갱신 또는 병합 허용
- JPQL/Criteria 개선 - 산술적 서브 쿼리, 일반적 데이터베이스 함수, JOIN ON 구절, TREAT 옵션
- 스키마 생성
- 저장 프로시저 - 데이터베이스 저장 프로시저를 정의하기 위한 쿼리를 허용

JPA 2.1을 지원하는 벤더들:
- DataNucleus
- EclipseLink
- Hibernate

### 일반 정보
- (영어) EJB 3 사양에 대한 최종버전을 위한 문서(JSR220)
- (영어) GlassFish의 퍼시스턴스 문서 보관됨 2013-01-12 - archive.today
- (영어) JCP 퍼시스턴스 문서

### 튜토리얼
- Java EE 6 퍼시스턴스 API 자바문서
- Java EE 6 퍼시스턴스 API 튜토리얼
- Java EE 7 퍼시스턴스 API 자바문서
- Java EE 7 퍼시스턴스 API 튜토리얼